# Između života i smrti
Između života i smrti (eng. Bringing Out the Dead) je mračna drama  Martina Scorsesea iz 1999. s  Nicolasom Cageom u ulozi istraumatiziranog vozača hitne pomoći. Film je sniman većinom noću u Hell's Kitchenu, na Manhattanu. Film je temeljen na knjizi Joea Connellyja, bivšeg njujorškog bolničara.

## Radnja
Film je usmjeren na bolničara Franka Piercea (Cage). Radnja se odvija u tri dana dok Pierce obavlja tri posebne smjene s tri različita partnera (John Goodman, Ving Rhames i Tom Sizemore). Svaki od ova tri lika su vrlo različiti karakteri pa je svaka smjena različito iskustvo za Piercea. Na primjer, Rhamesov lik je kršćanin koji vjeruje u reinkarnaciju, što je tema koja se javlja nekoliko puta tijekom njihove smjene.
Pierce je dosta nestabilan nakon što ga je dugogodišnji posao praktički uništio. Obavlja nekoliko dugih smjena zaredom i počinje praviti greške. Počinje halucinirati, a u vizijma mu se javlja mlada djevojka Rose koja je umrla od serije napadaja astme dok ju je on spašavao. Ove halucinacije javljaju se nakon što je Pierce uzeo neke misteriozne tablete koje mu je prodao diler droge. Osim toga, Piercea počinje privlačiti Mary Burke (Patricia Arquette), kćer jedne od žrtvi srčanog udara.

## Uloge
- Nicolas Cage kao Frank Pierce
- Patricia Arquette kao Mary Burke
- John Goodman kao Larry
- Ving Rhames kao Marcus
- Tom Sizemore kao Tom Wolls
- Marc Anthony kao Noel
- Cliff Curtis kao Cy Coates
- Nestor Serrano kao doktor Hazmat
- Afemo Omilami kao Griss
- Mary Beth Hurt kao medicinska sestra Constance
- Aida Turturro kao medicinska sestra Crupp
- Phyllis Somerville kao gospođa Burke
- Sonja Sohn kao Kanita
- Michael K. Williams kao diler droge
- Martin Scorsese kao glas muškog dispečera
- Queen Latifah kao glas dispečerke Love
- Judy Reyes kao medicinska sestra na odjelu intenzivne medicine

## Soundtrack
Početna pjesma filma zove se "T.B. Sheets", duga pjesma s primjesama bluesa, o mladoj djevojci koja umire na bolničkom na krevetu, okružena teškim zadahom smrti i zaraze. Napisao ju je Van Morrison, a objavljena je na njegovom albumu iz 1967., Blowin' Your Mind!.

## Zanimljivosti
- Bio je to treći film koji je Nicolas Cage snimio za Paramount Pictures i Touchstone Pictures, nakon filmova Čovjek bez lica i Zmijske oči.
- Osim toga, bila je to četvrta suradnja pisca  Paula Schradera s redateljem Martinom Scorseseom.
- Scorsese se pojavio u filmu posudivši glas muškom dispečeru.
- Joe Connelly, njujorški bolničar koji je napisao knjigu i bio tehnički savjetnik, pojavljuje se u kratkoj sceni kao pacijent kojeg vodi medicinska sestra.
- Scorsese je izjavio kako je htio da Paul Schrader napiše scenarij jer je on najbolji u pisanju o "New Yorku usred noći".
- U sceni u kojoj Frank pokušava spasiti Rose, glumci su morali odglumiti svoje pokrete obrnuto. To je sceni, u kojoj se snijeg diže prema nebu, dalo efekt sna.

## Vanjske poveznice
- Između života i smrti u internetskoj bazi filmova IMDb-a
- Između života i smrti na Rotten Tomatoes
- Izrazito pozitivna recenzija Rogera Eberta  Arhivirana inačica izvorne stranice od 28. srpnja 2012. (Wayback Machine)